# 村瀬清司
村瀬 清司（むらせ きよし、1946年11月25日 - 2021年3月1日）は、元社会保険庁長官（在任期間：2004年7月23日 - 2007年8月31日）。

## 略歴
岐阜県出身。岐阜県立大垣北高等学校卒業、東北大学経済学部卒業。東北大学より経済学士の学位を取得。株式会社損害保険ジャパン代表取締役副社長を経て、社会保険庁改革の一環として民間人出身者として初となる社会保険庁長官に就任した。
2007年8月24日、柳澤伯夫厚生労働大臣は、村瀬と厚労省の辻哲夫事務次官をいずれも退任させ、後任にそれぞれ元総務省行政管理局長でNHK監事の坂野泰治、元内閣府事務次官で日興フィナンシャル・インテリジェンス理事長の江利川毅を充てる人事を発表。村瀬は退任翌日の2007年9月1日付けで社会保険庁最高顧問に就任。同年11月15日、損保保険ジャパンへ顧問として復帰した。
2021年3月1日、悪性リンパ腫のため死去。

## 経歴
- 1970年3月 - 東北大学経済学部卒業
- 1970年4月 - 安田火災海上保険株式会社入社
- 1992年4月 - 同 岩手支店長
- 1998年4月 - 同 企業営業推進部長
- 1999年7月 - 同 理事 本店営業第四部長
- 2000年6月 - 同 取締役 静岡本部長
- 2002年7月 - 株式会社損害保険ジャパン常務執行役員 中部本部長
- 2003年4月 - 同 専務執行役員
- 2003年6月 - 同 取締役専務執行役員
- 2004年6月 - 同 代表取締役副社長
- 2004年7月23日 - 社会保険庁長官就任
- 2007年8月31日 - 社会保険庁長官退任[2]
- 2011年8月8日 - 企業年金連合会理事長就任[3]
- 2019年4月2日 - 企業年金連合会理事長退任[4]